# N-Iodsuccinimid
N-Iodsuccinimid, meist kurz als NIS bezeichnet, ist das am Stickstoff iodierte Imid der Bernsteinsäure. Es ist damit das Iodanalogon von N-Chlorsuccinimid (NCS) und N-Bromsuccinimid (NBS).

## Gewinnung und Darstellung
Erstmals dargestellt wurde N-Iodsuccinimid 1870 von Bunge durch Umsetzung von Silbersuccinimid mit Iod in Ether oder Aceton.

## Verwendung
N-Iodsuccinimid wird in der organischen Chemie zur Iodierung von Alkenen und Aromaten sowie als mildes Oxidationsmittel verwendet.